# Teologia pracy
Teologia pracy – dział teologii katolickiej zajmujący się zagadnieniami pracy ludzkiej.
Reprezentuje pogląd iż praca ludzka jest kontynuacją boskiego dzieła stworzenia. Wzorem dla człowieka stwarzającego poprzez pracę swój świat, swoją historię a także "samego siebie" ma być stwórcze działanie Boga. W ujęciu teologii praca ma więc znaczenie zbawcze, nie tylko materialne i moralne.
Teologia pracy zrodziła się pod wpływem encykliki Leona XIII Rerum novarum. Prace teologiczne, które z pozycji moralistyki katolickiej podejmowały konieczność tworzenia teologii pracy powstały już w latach trzydziestych XX w.  Usystematyzowanie podstawy teologii pracy przedstawił francuski dominikanin Marie-Dominique Chenu w pracy Pour une théologie du travail (Paryż, 1955) w nawiązaniu do tomizmu. Chenu akcentuje dwa aspekty w odniesieniu do pracy. Z jednej strony, praca jest udziałem w budowaniu świata. Z drugiej, w życiu ludzkim praca zajmuje tak doniosłe miejsce, że przyczynia się do zdefiniowania człowieka jako osoby. Współcześnie zagadnieniami teologii pracy zajmuje się teolog i filozof francuski, Bruno-Marie Duffé, wykładowca w Uniwersytecie Katolickim w Lyonie. 
W Polsce refleksję nad teologią pracy prowadzili: Stefan Wyszyński, który opublikował książkę Duch pracy ludzkiej (Poznań, 1946) oraz Czesław Bartnik, autor Teologii pracy ludzkiej (Warszawa, 1977).
Wypracowane wątki teologii pracy w doktrynę społeczną Kościoła katolickiego włącza Konstytucja duszpasterska o Kościele w świecie współczesnym. Teologia pracy stanowi teoretyczny fundament rozważań Jana Pawła II w encyklice Laborem exercens i jego nauczaniu społecznym. W centrum problematyki pracy omawianej przez Jana Pawła II jest człowiek pracy. Etyka pracy mówi o człowieku ze względu na jego dobro oraz dobro drugiego człowieka, ratując tym samym człowieka pracy przed wyobcowaniem go od pracy. Praca wyzbyta sensu moralnego traci swoje znaczenie społeczne i może być zarzewiem problemów społeczno-ekonomicznych.